# Daphne Groeneveld

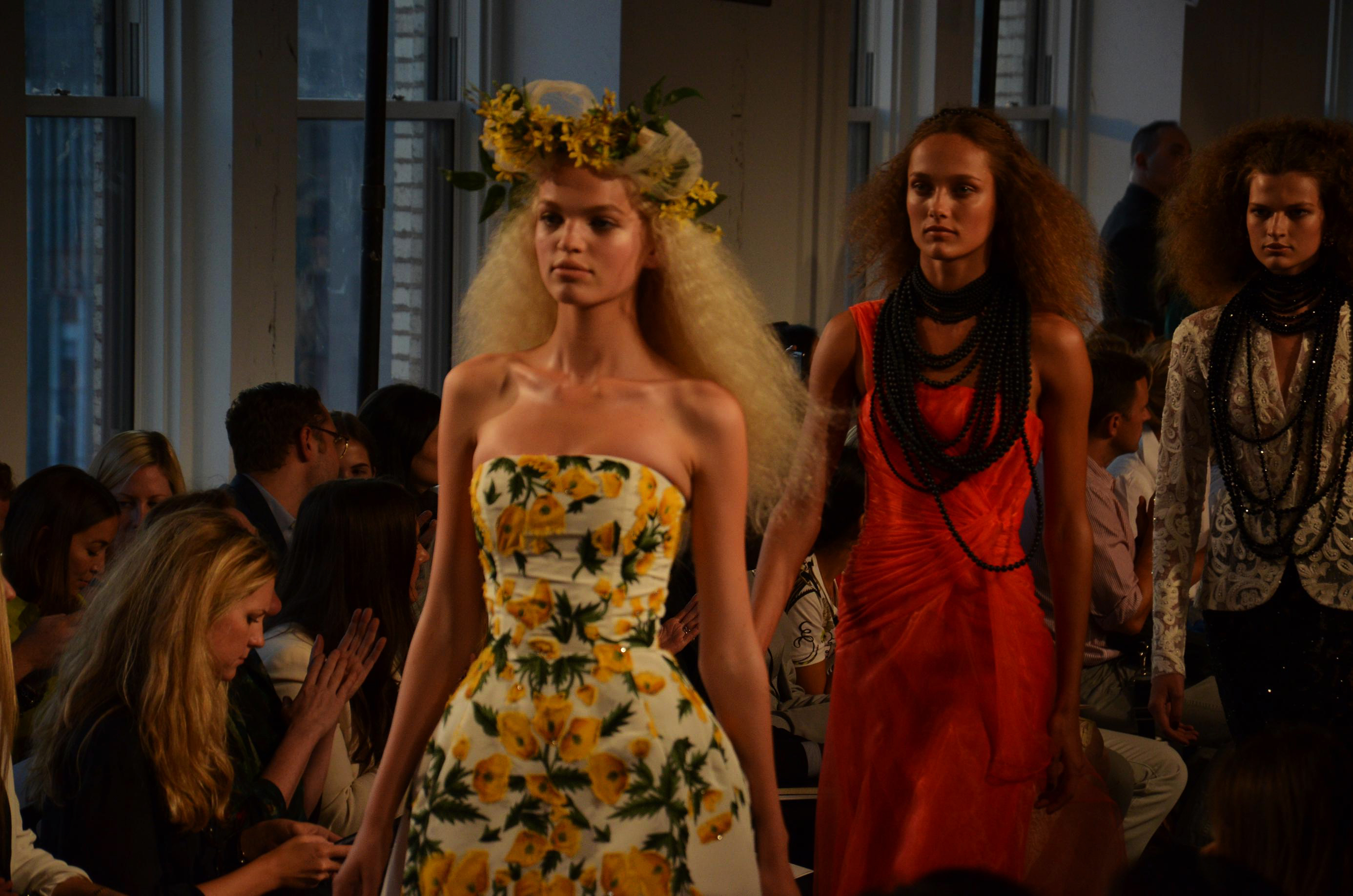
Daphne Groeneveld tijdens de Fashion Week 2012

Daphne Groeneveld (Leiderdorp, 24 december 1994) is een Nederlands model. Ze stond op de omslag van Vogue in verschillende talen en heeft gewerkt voor onder meer Louis Vuitton, Dsquared, Givenchy, Calvin Klein, Christian Dior, Moschino en Versace.
Groeneveld werd in 2010 gescout door een modellenbureau en won binnen een jaar de titel voor Beste Nederlandse Model bij de Marie Claire Netherlands Fashion Awards.